# امانوئل اگبادو
امانوئل اگبادو (انگلیسی: Emmanuel Agbadou؛ زادهٔ ۱۷ ژوئن ۱۹۹۷) بازیکن فوتبال اهل ساحل عاج است که در حال حاضر برای باشگاه فوتبال استاد رنس بازی می‌کند. 
وی همچنین در تیم ملی فوتبال ساحل عاج بازی کرده است.